# Zdob și Zdub
Zdob și Zdub (romunska izgovorjava: [ˌzdob ʃi ˈzdub]; dobesedno "Zdob in Zdub") je moldavska folk punk skupina, ustanovljena v Kišinjevu. Skupina je 2005 zastopala Moldavijo na tekmovanju za pesem Evrovizije 2005 v Kijevu v Ukrajini in končala na 6. mestu. Prav tako so zastopali Moldavijo na tekmovanju za pesem Evrovizije 2011 v Düsseldorfu v Nemčiji 14. maja 2011 in končali na 12. mestu. Ponovno so zastopali Moldavijo na tekmovanju za pesem Evrovizije 2022 v Torinu v Italiji in končali na 7. mestu.

## Pesem Evrovizije
Dne 26. februarja 2005 je skupina zmagala na nacionalnem predizbornem tekmovanju ter pridobila pravico, da zastopa Moldavijo na svojem prvem nastopu na tekmovanju za pesem Evrovizije 2005 s svojo pesmijo "Boonika Bate Toba". Po koncu tekmovanja so zasedli 6. mesto s 148 točkami.
Februarja 2011 je skupina ponovno pridobila pravico zastopati Moldavijo na tekmovanju za pesem Evrovizije 2011 v Düsseldorfu s svojo pesmijo So Lucky. Pesem, ki so jo izvedli, je bila So Lucky. V finalu so končali na 12. mestu s 97 točkami. 
Dne 29. januarja 2022 je Teleradio-Moldova izbrala njihovo pesem »Trenulețul«, da zastopajo Moldavijo skupaj Advahov Brothers na Pesmi Evrovizije 2022 v Torinu.  Nastopili so v prvem polfinalu in se prebivali v finale v katerem so zasedli 7. mesto z 253. točkami. Po telefonskem glasovanju pa so zasedli 2. mesto tik za Ukrajino.

## Člani

### Trenutni člani
- Roman Iagupov (*13. septembra 1973, Volgograd, Rusija) – vokal, kitare, flavta, okarina, jorgafon, turuiac, tartacuta, telinka, tekstopisec. Prvotni član.
- Mihai Gîncu (*5. marca 1975, Straseni, Moldavija) – bas kitara, akustična kitara, kobza, sitar, mandolina, orgle, klaviature, melotron, klavir, harmonika, tolkala, spremljevalni vokal, skladatelj, aranžer, producent. Prvotni član.
- Sveatoslav Starus (*8. novembra 1974, Kišinjev, Moldavija) – kitara, v skupini od junija 2010
- Andrei Cebotari (*4. avgusta 1975, Soroca, Moldavija) – bobni. V skupini od junija 2010
- Victor Dandeș (*3. aprila 1972, Kišinjev, Moldavija) – pozavna, harmonika, violina, kaval, flavta, telinka, melodika. V skupini od leta 2001
- Valeriu Mazîlu (*12. septembra 1978, Kišinjev, Moldavija) – trobenta, gajda, flavta. V skupini od leta 2001

### Nekdanji člani
- Anatol Pugaci (*6. oktobra 1973, Kišinjev, Moldavija) – bobni. Prvotni član, 1994 - 1997 in februar 2004 - maj 2010
- Igor Buzurniuc (*23. junija 1981, Soroca, Moldavija) – kitara, januar - junij 2005, 2008 - maj 2010
- Serghei Vatavu (*28. septembra 1967, Kišinjev, Moldavija) – kitara, maj 2006 – 2008
- Dimitri Kuharenco – vokal, 1994–1995
- Vitalii Kaceaniuc – bobni, 1998–2000
- Serghei Cobzac – kitara, 1994–1996
- Sergej Pušnina – kitara, 1996
- Sveatoslav Starus - kitara, 1996 - januar 2005
- Victor Cosparmac – kitara, april 2002 – december 2004
- Vadim Bogdan – kitara, november 2005 – april 2006
- Andrei Cebotari - bobni, 2000 - januar 2003
- Mihai Gincu - bobni, januar 2003 - januar 2004
- Pezza Butnaru – bobni, januar - marec 2004
- Aleksandr Polenov – vokal, kitara, 1991–1993
- Valera Pugaci – flavta, 1991–1993
- Vadim Eremejev – bas, januar 2003 – februar 2004
- Eugen Didic – trobenta, januar 1999 - september 2000
- Ion Stavila – trobenta, september 2000 - december 2000

## Glasbeno ustvarjenje

### Albumi
- 1996 – Hardcore Moldovenesc
- 1999 – Tabăra Noastră (Naš tabor)
- 2000 – Remixes
- 2001 – Agroromantica
- 2003 – 450 De Oi (450 ovc)
- 2006 – Etnomecanica
- 2010 – Белое Вино/Красное вино (Belo vino/Rdeče vino)
- 2012 – Basta Mafia! (Ustavi mafijo!)
- 2015 – 20 De Veri (20 poletij)
- 2019 – Bestiarium

### Pesmi
- 2005: »Boonika bate doba«
- 2011: »So Lucky«
- 2022: »Trenulețul«